# Jonatan Cerrada
Jonatan Cerrada Moreno conocido como Jonatan Cerrada (Lieja, 12 de septiembre de 1985) es un cantante belga que ganó el primer Pop Idol francés.
Ha tenido varios sencillos de éxito en Francia, Bélgica y España.

## Vida personal
Jonatan nació en Lieja, Bélgica, y creció en la ciudad de Ans con sus cuatro hermanos (Julián, Rafael, Audrey y Sheila) y sus padres María Victoria Moreno y Valentín Cerrada. A la edad de ocho años entró a formar parte de la Opéra Royal de Wallonie (Lieja) donde estuvo hasta los catorce años. Habla con fluidez francés y español.

## Una nueva estrella
Jonatan es el ganador de la primera edición de À la recherche de la nouvelle star. Poco después de ganar el concurso, realizó su sencillo debut Je voulais te dire que je t'attends, una versión de una canción original de Michel Jonasz. 
Su primer álbum, Siempre 23, fue lanzado en septiembre y vendió un total de 150 000 ejemplares. En 2004, formó parte como telonero de la gira de Eros Ramazzotti por Bélgica, Francia y Suiza.

## Eurovisión yUn Paso Adelante
En plena gira, Jonatan es elegido por la cadena France 3 como representante de Francia en el Festival de la Canción de Eurovisión 2004, que se celebrará en Estambul. Se escogió un primer tema que no gustó a la mayoría del equipo por lo que rápidamente empezó a componer otra canción con la complicidad de dos talentosos compositores Benjamin Robbins y Steve Balsamo. De esta colaboración nació “ À chaque pas”, una canción que habla del perdón cuando hay tantas heridas en el mundo. El final de la canción está escrito en español, su lengua materna, ya que según él mismo dice es la lengua que ha acunado su infancia.
Justo en plena preparación de Eurovisión proponen a Jonatan participar en la serie española Un paso adelante ya que una cadena francesa ha comprado los derechos y quiere introducir alguien conocido en Francia para darle más tirón a la serie. Además, puede servir de promoción de la canción de Eurovisión, ya que en el capítulo canta “À chaque pas” en su versión francesa, si bien, se había pensado (y grabado) en una versión con guitarra flamenca de fondo y cantada íntegramente en castellano (esta versión está disponible e su página web oficial).
No desaprovecha la ocasión y viaja al Madrid de origen de sus abuelos a grabar la serie.
Y el 15 de mayo, en Estambul, Jonatan canta "À chaque pas" delante de millones de espectadores con una puesta en escena de Kamel Ouani (coreógrafo de la Star Academy (OT francés), la cual estaba basada en la obra El Principito de Antoine de Saint Exupéry.
Jonatan apareció en escena vestido de blanco, al igual que los integrantes del coro. Tres mujeres y un hombre vestidos con una mezcla entre clásica y futurista, con pelucas blancas y tatuajes tribales en sus caras y cuellos. En escena dos grandes esferas representando el planeta tierra y una mujer zancuda que se contoneaba. Ese universo tan Exupéry no fue suficiente para llevar a la canción a lo más alto, clasificándose decimoquinta con 40 puntos, de los cuales 12 provenían de Mónaco, 10 de Bélgica y 7 de Andorra. Pese a la promoción en Un Paso Adelante, sus orígenes españoles, cantar una estrofa en castellano y apellidarse Cerrada, España obsequió con (sólo) 4 puntos a su compatriota.

## Robots yLa prueba del contrario
Tras la experiencia eurovisiva, que Jonatan califica como enriquecedora pese al resultado, le llega la oportunidad de interpretar la banda sonora de la película de animación “Robots”.
Como prueba de una carrera que crece y continua, en 2005 saca al mercado un nuevo disco, titulado “La preuve du contraire” donde indica con el título que pese haber salido de un reality televisivo, realizar una carrera en el mundo de la música es posible.
Fiel a sus orígenes y orgulloso de ellos, recoge en este nuevo trabajo algunas canciones que delatan su pasión por lo español. Dedica una canción a Don Quijote, comparando los molinos de viento con los obstáculos que encontramos en el camino.
En otra canción relata la impotencia y la rabia que generaron en él los atentados del 11-M en Madrid. La canción se titula “Ruban noir” (Lazo negro), que se convierte en la canción más descargada en Francia sin promoción.

## Tercer disco y musicales
En 2007, se mete en la piel del escritor Arthur Rimbaud en una comedia musical escrita por Richard Charest y Arnaud Kerane.
Actualmente se encuentra preparando su tercer disco, íntegramente en español, a caballo entre Madrid y París.
También participa en el musical "Je m'voyais dejá", basado en canciones de Charles Aznavour, escrito y producido por el afamado periodista Laurent Ruquier y que cuenta con el beneplácito del cantante galo. 
La obra se estrenó el pasado 2 de octubre con gran éxito de público y crítica y seguirá en cartel hasta el próximo 4 de enero.

## Discografía

### Álbumes de estudio
- Siempre 23 (2003)
- La Preuve du contraire (2005)

## Sencillos
- "Je voulais te dire que je t'attends" (2002)
- "Rien ne me changera" (2003)
- "À chaque pas" (2004)
- "Mon Paradis" (2005)
- "Libre comme l'air" (2005)
- "Ne m'en veux pas" (2006)
- "Ruban Noir" (2007)